# Belagerung von Belgrad (1717)
Karlowitz – 
Peterwardein – 
Korfu – 
Temeswar – 
Trebinje – 
Tenedos – 
Mehadia – 
Belgrad – 
Friede von Passarowitz
Die Belagerung von Belgrad im Sommer 1717 war eine militärische Aktion im Rahmen des Venezianisch-Österreichischen Türkenkrieges.

## Vorgeschichte
Im Jahr 1714 begann der Venezianisch-Österreichische Türkenkrieg. 1699 war der Friede von Karlowitz geschlossen worden. Das Osmanische Reich musste Ungarn an Österreich und Morea an Venedig abgeben. 1701 brach in Europa der Spanische Erbfolgekrieg (1701–1714) mit der Beteiligung Österreichs aus. Auch die Osmanen rüsteten auf und konnten im Krieg gegen Russland (1710–1711) einen Erfolg verzeichnen. Auch in Österreich erkannte man die Rüstungsanstrengungen, vermutete aber, dass sich das Osmanische Reich gegen Venedig wenden würde. Als sich die osmanische Armee 1714 in Bewegung setzte und venezianische Besitzungen im heutigen Griechenland besetzte, gingen der Peloponnes sowie Kreta und weitere Inseln verloren.
1716 trat dann auch Österreich unter Prinz Eugen in den Krieg ein. Die Osmanen schickten ihm eine Armee von 150.000 Mann entgegen. Diese wurde am 5. August 1716 in der Schlacht von Peterwardein geschlagen, am 17. Oktober eroberten die Österreicher dann Temeswar. Das nächste Ziel war Belgrad.

## Anmarsch
Zur Vorbereitung der Belagerung wurden an Donau und Theiß große Magazine angelegt. Außerdem wurde der Ort Panczowa (Pančevo) an der Temesch am 9. November 1716 erobert und befestigt, um von dort den Nachschub zu koordinieren. Ferner wurde die Donauflottille und die Armee verstärkt. Letztlich standen 140.000 Mann bereit, von denen 80.000 Mann für die Belagerung von Belgrad vorgesehen waren. Diese sammelten sich ab Anfang Mai bei Peterwardein und Futog unter dem Kommando von Feldmarschall Johann Graf Pálffy. Ein weiteres Korps unter Claudius Florimund Mercy wurde nach Bersitz im Banat geschickt.
Die Osmanen vermuteten, dass diese Armee wie ihre Vorgänger oberhalb von Belgrad durch Syrmien und über die Save vorrücken werde. Daher konzentrierte man sich auf den Fluss, wo eine Flottille vor Belgrad die österreichischen Schiffe zurückhalten sollte.
Ende Mai 1717 kam Prinz Eugen zur Armee. Er befahl den Aufbruch, der zunächst dieselbe Richtung wie die Vorgänger nahm. Aber am 8. Juni schlugen die Kolonnen in aller Stille den Weg über die Kobita, bei Titul (Titel) über die Theiß, bei Siget (Perlasz) über den Bega, bei Glogon über die Temesch ein. Nach nur sechs Tagen errichtete die Armee unter Belgrad bei Panczowa (Pantschowa) ein Lager. Inzwischen war auch das Korps Mercy aus dem Banat zur Hauptarmee gestoßen. Zur gleichen Zeit kommandierte General Johann Georg von der Hauben im Lager Peterwardein eine Geisterarmee mit dem Auftrag, den Abzug der Armee vor den feindlichen Kundschaftern zu verbergen.
Die Österreicher hatten den nördlichen Arm der Donau (in einem Sumpfgebiet namens Donaviza) schiffbar gemacht und konnten um Belgrad herum segeln. So konnten sich bei Panczowa eine Menge Schiffe, darunter auch eine Abteilung der österreichischen Donauflottille sammeln. Auch konnte Eugen am 15. Juni auf das rechte Donauufer wechseln, ohne von den Osmanen bemerkt zu werden. Anschließend wurde über einige Inseln mit Hilfe von 84 Schiffen eine Schiffsbrücke über die Donau geschlagen. Nun wechselte auch die Hauptarmee auf das rechte Ufer. Anschließend hatte er noch die Zeit zwei Tage bei Wisnilya zu lagern, aber am 18. Juni wurde das Lager vor Belgrad aufgeschlagen und am 19. von der Armee bezogen. Die Armee marschierte in vier Kolonnen und wurde dabei von der feindlichen Flottille beschossen. Erst die bereits im Lager angekommene Artillerie konnte die feindliche Schiffe vertreiben. Das Lager wurde weiter mit Gräben versehen, es wurden Außenwerke, Fleschen und Ravelins angelegt. Die Bauten wurden in nur 20 Tagen bis zum 9. Juli unter stetigem Feuer errichtet.
Das Lager schloss die Festung Belgrad von zwei Seiten ein, die anderen Seiten wurden von der Save und der Donau geschützt. Über die Donau führte eine Schiffsbrücke mit 127 Schiffen, die eine Verbindung in das Banat ermöglichte. Die Brücke wurde von der Donauflottille geschützt, eine weitere Flottille blockierte den Weg über die Theiß. Am 22. Juni marschierte das Korps Hauben von Peterwardein ab und erreichte am 27. Juni die Belagerer. Das veranlasste die Osmanen dazu, die Stellung bei Semlin zu verlassen, die Stadt in Brand zu stecken und sich in die Festung zurückzuziehen. Die Festung war in den letzten Jahren stark ausgebaut worden und reichlich mit Vorräten versehen. Eine Besatzung von 29.000 Mann und 500 Kanonen sollten die Verteidigung sichern. Der Kommandant Mustafa Pascha hoffte 50 Tage durchzuhalten, bis die Entsatzarmee des Großwesirs eintraf. Zuvor wurden die Familien und Wertsachen aus der Festung evakuiert.

## Die Belagerung
Die Belagerten waren aber nicht untätig. Ein Versuch die Brücke zu zerstören und nach Semendria vorzustoßen scheiterte, ebenso ein Angriff auf die Sperrflotte in der Theiß. Aber am 13. Juli zerriss ein Sturm beide Schiffsbrücken und sogleich begann man einen Ausfall, der aber zurückgeschlagen wurde. Nach wenigen Tagen waren die Brücken wieder betriebsbereit. Inzwischen hatte sich auch das Korps Hauben verschanzt und eine Abteilung sicherte zwischen Szabacz und Mitrowicz die Verbindung nach Peterwardein. Auch waren 60 weitere Schiffe mit Faschinen, Schanzkörben und Belagerungsgeschützen von Essek aus angekommen. Prinz Eugen begann nun mit der Belagerung.
Der Ingenieur Le Beuf leitete die Arbeiten. Er wählte die Wasserseite, an der die Save in die Donau fließt, da die Festung hier wenig Artillerie hatte. In der Nacht vom 16. auf den 17. Juli begann man mit der Anlegung von Laufgräben. Unter stetigem Beschuss wurden die Arbeiten bis zum 23. abgeschlossen. 26 Kanonen und 15 Mörser wurden besetzt und man begann mit dem Beschuss, der bald die Stadt in Schutt und Asche legte. Am 4. August wurde ein Pulvermagazin getroffen, das daraufhin explodierte. Auch von der Landseite arbeitete man sich ab August unter dem Kommando des General Brown mit Gräben an die Stadt heran. Am 6. August wurde eine Vorstadt eingenommen, doch die Werke der Festung hielten stand. Am 11. August gelang die Eroberung einer Insel an der Wasserseite.
In der Zwischenzeit war der Großwesir Kóprili mit einer Entsatzarmee von 150.000 Mann angerückt. Es zeigten sich bereits erste Truppen der Vorhut, um der Besatzung der Festung Mut zu machen. Eugen ließ daraufhin das Lager verstärken, nun waren 140 Geschütze zur Verteidigung bereit.
Am 1. August 1717 erreichte die Entsatzarmee des Großwesirs die Belagerer. Aber der Großwesir und seine Generäle sahen sich nicht in der Lage das Lager zu stürmen. So beschlossen sie es zu belagern. Der Beschuss und vor allem die rote Ruhr töteten viele im Lager. Durch den Verräter Johann Vekony erfuhr Eugen vom Plan das Lager am 17. zu stürmen, so beschloss er in der Nacht zum 16. August einen Angriff. Die Überraschung war perfekt, mit nur 40.000 Mann wurde die Entsatzarmee in der Schlacht bei Belgrad geschlagen.
Die Österreicher hatten 8000 Tote und Verwundete. Die Osmanen verloren 28.000 Mann, dazu 131 Kanonen, 35 Mörser, 52 Fahnen, 9 Roßschweife, 4 Trommeln und einigen Pauken sowie große Vorräte an Lebensmitteln und Munition.

## Ende der Belagerung
Prinz Eugen schickte nun einige Kriegsgefangene in die Stadt, um die Kapitulation zu fordern. Der Kommandant Mustafa verweigerte diese und so begann die Beschießung von neuem. Die örtliche Ratsversammlung und die Besatzung nötigten den Kommandanten dann doch zu Verhandlungen. Am 17. August wurde die weiße Fahne gehisst und ab 16:00 Uhr schwiegen die Waffen. Am 18. August beschloss man die Kapitulation mit freiem Abzug der Besatzung samt (verbliebenen) Familien sowie Hab und Gut. Eugen schickte den Feldmarschall-Lieutenant Johann Andreas von Hamilton mit der Siegesnachricht nach Wien.
Auf österreichischer Seite fielen die Feldmarschall-Lieutenants Hauben und Joseph Anton von Lobkowitz sowie der General-Feldwachtmeister Damian Casimir von Dalberg, ferner die General-Feldzeugmeister Graf Maximilian von Regal und Achilles Marquis de Pavlet-Marcilly sowie der französische Generalleutnant Comte Louis-Godefroi d'Estrades. Bei einem Gefecht in Ungarn fiel zudem FML Freiherr Georg von Plischan.
Bei den Osmanen fielen Ibrahim Pascha, Kommandant der Flotte, sowie Schantir Ali, Pascha von Rumelien.
Am 22. August wurde die Festung geräumt. Etwa 25.000 Osmanen zogen ab. Sie mussten die Flottille, 537 Kanonen und 69 Mörser zurücklassen. Im folgenden Jahr wurde die Festung im Frieden von Passarowitz den Österreichern überlassen.

## Trivia
Die erfolgreiche Belagerung Belgrads wird im Volkslied Prinz Eugen, der edle Ritter besungen.